# Jorge Franco (humorista)
Jorge Silva Campos (17 de septiembre de 1946-Santiago, 26 de febrero de 2007), más conocido por su nombre artístico Jorge Franco, fue un humorista chileno.

## Carrera
Jorge Franco fue uno de los impulsores en Chile del «vídeo picaresco» junto a Guillermo Bruce y vedettes de moda en 1989, cuando protagonizó la película El cartero chifla dos veces, comercializada en formato VHS a nivel local, y sin los recursos con que cuentan las producciones publicitadas por las grandes distribuidoras del rubro. Además grabaría otros once vídeos —entre ellos Flor de hotel (1988)— todos del mismo género —«picaresco»—, que representaría una forma de comedia muy popular a comienzos de la década de 1990, también practicado por otros comediantes como Ernesto Belloni.
Se hizo famoso nacionalmente por personajes como «El náufrago» y «El cartero», mientras hacía rutinas de humor en los programas Motín a bordo (1995-1996) de TVN, Sábados Gigantes, Éxito (1990-1992) y Venga conmigo (1996-1998) de Canal 13. Jorge Franco actuó en el Festival de la Canción de Viña del Mar en 1996, donde con su rutina obtuvo 19,9 puntos de rating.[cita requerida] Tras algunos años de ausencia televisiva, Franco reapareció en el humor nacional al integrarse al programa Morandé con compañía de Mega, durante la primera mitad de la década de 2000.

## Enfermedad y muerte
El 4 de noviembre de 2005 tuvo que ser intervenido de urgencia en el Hospital Clínico de la Universidad de Chile por un cáncer hepático, que incluso lo llevó al coma. Pudo recuperarse de su estado crítico, pero siguió con complicaciones de salud por su cáncer hasta enero de 2007, cuando tuvo una descompensación hepática. Finalmente, Jorge Franco falleció el 26 de febrero de 2007, dejando pendiente un proyecto humorístico con el también comediante Juan Carlos "Palta" Meléndez. Fue despedido por su viuda, Virginia Aracena, y por sus tres hijos.